# Nuova classe
La definizione di nuova classe viene usata all'interno delle polemiche dei critici appartenenti ai paesi governati secondo il modello sovietico del comunismo per descrivere la classe dirigente privilegiata formata dai burocrati e dai funzionari dei partiti comunisti locali. Il termine era stato precedentemente applicato anche ad altri strati emergenti della società.
La teoria della "nuova classe" concepita dal politico jugoslavo Milovan Đilas venne ampiamente utilizzata dai commentatori anticomunisti occidentali nelle loro critiche agli stati socialisti del blocco orientale durante la guerra fredda.

## Secondo Milovan Đilas
La teoria sulla nuova classe venne concepita da Milovan Đilas, braccio destro di Josip Broz Tito nonché influente figura politica che partecipò alla guerra di liberazione del popolo jugoslavo, ma successivamente purgato quando iniziò a criticare durante il regime. Questa teoria può essere considerata in contrasto con le teorie di alcuni leader comunisti dell'epoca, come Iosif Stalin, che sostenevano come le loro riforme sociali avrebbero comportato l'estinzione di qualsiasi classe dominante in quanto tale. Fu proprio grazie all'osservazione di Đilas come membro di un governo comunista che i membri del Partito entrarono nel ruolo della classe oligarchica che "usa, gode e dispone della proprietà nazionalizzata". Đilascompletò il lavoro principale sulla sua teoria a metà degli anni cinquanta e il suo libro venne pubblicato in occidente nel 1957, mentre era in prigione, con il titolo La nuova classe: un'analisi del sistema comunista.
Đilas affermava che la relazione specifica della nuova classe con i mezzi di produzione era quella del controllo politico collettivo e che la forma della proprietà della nuova classe era rappresentata dal controllo politico. Così per Đilas la nuova classe (che ormai non rappresentava più la classe operaia) non solo cercava una riproduzione materiale espansa per giustificare politicamente la propria esistenza alla classe operaia, ma cercava anche una riproduzione espansa del controllo politico come forma di proprietà stessa. Ciò può essere paragonato al capitalista in cerca di un valore espanso attraverso maggiori quote di mercato, anche se la stessa quota non riflette necessariamente un aumento del valore delle merci prodotte. Đilas usò questa argomentazione sulle forme di proprietà per indicare il motivo per cui la nuova classe abbia ricercato parate, marce e spettacoli nonostante queste attività abbassino i livelli della produttività materiale.
Đilas pensò che la nuova classe arrivasse lentamente alla propria coscienza di classe e una volta raggiunta, il progetto iniziale intrapreso sarebbe consistito in una massiccia industrializzazione al fine di cementare la sicurezza esterna del governo della nuova classe contro le classi dominanti straniere o alternative. Nello schema di Đilas, questo si avvicinava molto all'URSS di Stalin. Durante questo periodo, mentre la nuova classe sottometteva tutti gli altri interessi alla propria sicurezza, agiva ed eliminava liberamente i propri membri al fine di raggiungere il suo principale obiettivo di sicurezza come classe dominante.
Non appena veniva raggiunta la sicurezza, la nuova classe perseguiva una politica di moderazione nei confronti dei propri membri, garantendo in modo efficace delle ricompense materiali e la libertà di pensiero e di azione all'interno della nuova classe, purché questa libertà non venisse utilizzata per minare il dominio della nuova classe. A causa dell'emergere di conflitti politici all'interno della nuova classe, si sarebbe formato un clima favorevole ai colpi di stato o alle rivoluzioni.
Infine Đilas prevedette un periodo di declino economico, poiché il futuro politico della nuova classe si era consolidato attorno a un programma di corruzione e interesse personale a spese delle altre classi sociali. Questo può essere interpretato come una predizione della cosiddetta stagnazione avvenuta con il governo di Leonid Brežnev.
Il libro del 1993 Balkan Ghosts: A Journey through history di Robert Kaplan, contiene anche una discussione con Đilas, che usò il suo modello per anticipare molti degli eventi che si sono verificati successivamente nell'ex Jugoslavia.
Marxisti come Ernest Mandel hanno criticato Đilas per aver ignorato l'esistenza di un nuovo sistema socio-economico, che non poteva essere riconciliato con il vecchio sistema delle classi.

## Somiglianza con altre analisi
Le nozioni specifiche di Đilas sono state sviluppate da lui stesso, tuttavia l'idea che i burocrati in un tipico stato marxista-leninista diventino una nuova classe non è del tutto originale. Michail Bakunin aveva sottolineato questo punto nei dibattiti dell'Associazione Internazionale dei Lavoratori con Marx nella seconda metà del XIX secolo. Questa idea venne riproposta dopo la rivoluzione russa da anarchici come Kropotkin e Machno, nonché da alcuni marxisti. Nel 1911 Robert Michels propose per la prima volta la legge ferrea dell'oligarchia, che descriveva lo sviluppo di gerarchie burocratiche in presunti partiti socialisti egualitari e democratici. In seguito la legge venne riproposta da Lev Trockij, attraverso la sua teoria dello stato operaio degenerato. Più avanti, anche Mao Zedong sviluppò una propria versione di questa idea durante il Movimento per l'educazione socialista per criticare il Partito Comunista Cinese sotto la direzione di Liu Shaoqi. Naturalmente, questa serie di statisti ha avuto nel corso dei decenni diverse prospettive in materia, ma vi è stato anche un certo punto d'incontro su questa idea.
A occidente, il lavoro di Friedrich von Hayek aveva anche anticipato molte delle critiche alla nuova classe secondo il pensiero di Đilas, senza però inserirle in un contesto marxista (come illustrato nel suo libro La via della schiavitù del 1948). I neoconservatori statunitensi adattarono l'analisi della nuova classe all'interno della loro teoria dello stato manageriale. Le critiche di Karl Popper alle attività sociali utopistiche presenti nel saggio La società aperta e i suoi nemici sono molto simili alle idee di Đilas, sviluppate comunque in modo indipendente.

## John Kenneth Galbraith e la sociologia postindustriale
L'economista liberale canadese John Kenneth Galbraith scrisse anche di un fenomeno simile presente nel sistema capitalista, ovvero l'emergere di uno strato tecnocratico descritto in Il nuovo stato industriale e La società opulenta.
Il modello della "Nuova classe" come teoria dei nuovi gruppi sociali nelle società postindustriali ha guadagnato attenzione negli anni settanta, quando sociologi e politologi hanno notato come i gruppi della "Nuova classe" erano stati modellati da orientamenti post-materiali nel perseguimento di obiettivi politici e sociali. Le tematiche della nuova classe "non hanno più una relazione diretta con gli imperativi della sicurezza economica".

### Articoli
- (EN) Laurence Jarvik, The “New Class”: The Rise and Fall of NGOs in Central Asia, su Registan, 1º ottobre 2006 (archiviato dall'url originale il 24 maggio 2013). Estratto di una presentazione di Laurence Jarvik alla Central Eurasian Studies Society, tenutasi all'Università del Michigan nel 2006.
- (EN) Kevin A. Carson, Liberalism and Social Control: The New Class' Will to Power, su Mutualist, 2000.
- (EN) Remembering Milovan Đilas, su The New Criterion, 18 ottobre 1999. URL consultato l'8 luglio 2022 (archiviato dall'url originale il 31 luglio 2019).
- (EN) Christopher Lasch, Same Old New Class, su The New York Review of Books, 28 settembre 1967.